# Expr
expr là một lệnh tiện ích của Unix dùng để đánh giá một biểu thức và trả về kết quả tương ứng.
Cú pháp:
```
expr 
(biểu thức)
```

expr đánh giá biểu thức số nguyên hoặc chuỗi, bao gồm cả so trùng biểu thức chính quy.
Những tác vụ có sẵn
- đối với số nguyên: cộng, trừ, nhân, chia và modulo
- đối với chuỗi: tìm chuỗi con, tìm biểu theo thức chính quy, tìm một tập các ký tự, tính chiều dài chuỗi
- cả hai: so sánh (bằng, không bằng, nhỏ hơn,...)

Ngoài ra còn có biểu thức boolean với 2 toán tử and và or, ví dụ
```
expr length  "abcdef"  "<"  5  "|"  15  -  4  ">"  8
```

sẽ trả về "1". Nguyên nhân là chiều dài của "abcdef" là 6, không nhỏ hơn 5 (do đó bên trái dấu "|" sẽ trả về sai). Tuy nhiên 15 trừ 4 là 11 và lớn hơn 8, nên bên phải sẽ là đúng, kết quả là làm cho phép or đúng, do đó 1 là kết quả. Mã thoát chương trình đối với đoạn ví dụ trên là 0.